# 史瓦羅格

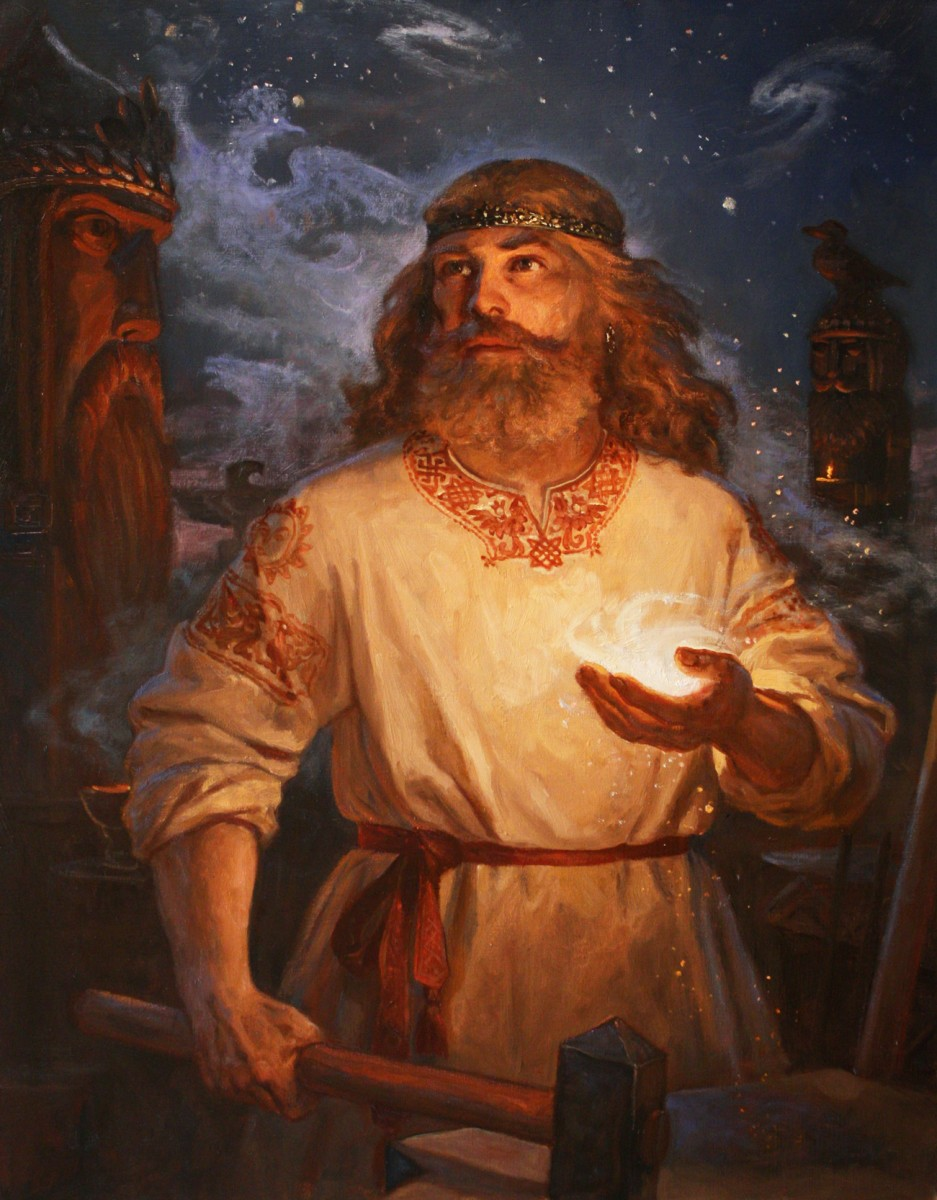
史瓦羅格

史瓦羅格（Сварог）是斯拉夫神話的天之神、光之神、火神。類似希臘神話的赫菲斯托斯。

## 概要
『往年紀事』是提到祂的唯一來源，因此目前對此神祇存在諸說法。

## 脚注
1. ↑  菲利浦．威金森，神話與傳說：圖解古文明的祕密，台北：時報出版，2010。